# Aalborg Bugt
Aalborg Bugt er en bugt i Kattegat øst for det nordlige Jylland, mellem Djursland i syd og Stensnæs Flak ved Voerså i nord – en afstand på cirka 80 km. Fra Ålborg Bugt går Limfjorden, Mariager Fjord og Randers Fjord ind i Jylland, og Lille Vildmose ligger ud til den. Der er store sommerhusområder mellem Hals, ved Limfjordens udløb og mod nord til Hou, ved Øster Hurup, sydvest for Vildmosen, og ved Als, ned mod Mariager Fjord.

## Naturbeskyttelse
Ålborg Bugt er Nordjyllands største, og landets længste Natura 2000-område. Der er langs kysten strandenge, klitter, rigkær, overdrev og lavvandede kystarealer med vigtige levesteder for millioner af fugle. Havet tæt ved kysten har levesteder for bl.a. den sjældne Stavsild, Spættet Sæl og Havlampret.
I den østlige del af Ålborg Bugt er et areal på cirka 1.774 km². udpeget som fuglebeskyttelsesområde
Det er i vinterhalvåret rasteplads for dykænder og knortegås, og i sensommeren er det fældningsområde for bl.a. Fløjlsand og Sortand .
Randers og Mariager fjorde, og området ud for og imellem dem og op til nordenden af Lille Vildmose, er udpeget til Ramsar- og EU-habitatområde